# Fenesta ca lucive
«Fenesta ca lucive» (с неап. — «Не светится оконце») — неаполитанская песня, написанная поэтом Джулио Дженоино и положенная на музыку композитором Винченцо Беллини. Была впервые опубликована в 1842 году издательством Girard как произведение композитора Гульельмо Коттрау, но с указанием авторства Дженоино и Беллини. В 1854 году была дополнена двумя строфами издателем Мариано Паолелла. Песня рассказывает о молодом человеке, который проезжает мимо окна своей возлюбленной и от её сестры узнаёт, что Неннелла умерла. 
Песня прозвучала в фильмах итальянского режиссёра Пьера Паоло Пазолини «Аккатоне» (1961), «Декамерон» (1971) и «Кентерберийские рассказы» (1972). Писатель Андре Асиман упомянул песню в романе «Назови меня своим именем» (2007), в конце его третьей части «Синдром Сан-Клементе». Как следует из книги, в Элио песня «разбудила такую сильную ностальгию по утраченной любви [с Оливером] и всему, что было потеряно в течение чьей-то жизни, что я словно перенёсся в бедную, безутешную вселенную простых людей. <…> [Песня] похожа на древнюю молитву по усопшим на самом мёртвом из языков, вызывая слёзы даже у тех, кто не понимает в ней ни слова».
В 1939 году была переведена на русский язык поэтом Михаилом Улицким и записана в исполнении Лидии Баклиной с ансамблем под управлением Николая Розова.